# Liran Liany
Liran Liany  (24 de maio de 1977) é um árbitro de futebol israelense.